# Serrivomer
Serrivomer is een geslacht van straalvinnige vissen uit de familie van zaagtandalen (Serrivomeridae).

## Soorten
- Serrivomer beanii Gill & Ryder, 1883
- Serrivomer bertini Bauchot, 1959
- Serrivomer garmani Bertin, 1944
- Serrivomer jesperseni Bauchot-Boutin, 1953
- Serrivomer lanceolatoides (Schmidt, 1916)
- Serrivomer neocaledoniensis Bauchot, 1959
- Serrivomer samoensis Bauchot, 1959
- Serrivomer schmidti Bauchot-Boutin, 1953
- Serrivomer sector Garman, 1899